# Ballana tiaja
Ballana tiaja är en insektsart som beskrevs av Delong 1937. Ballana tiaja ingår i släktet Ballana och familjen dvärgstritar. Inga underarter finns listade i Catalogue of Life.